# Polymorphanisus fuscus
Polymorphanisus fuscus är en nattsländeart som först beskrevs av Georg Ulmer 1905.  Polymorphanisus fuscus ingår i släktet Polymorphanisus och familjen ryssjenattsländor. Inga underarter finns listade i Catalogue of Life.